# Frédéric Van Leeuw
Frédéric Van Leeuw (Anderlecht, 1973)  is de toekomstig procureur-generaal van Brussel. Van 2 april 2014 tot 1 april 2024 was hij hoofd van het federaal parket van België. Hij was in die functie vooral bezig met georganiseerde misdaad en terreur. Door een aantal mediagevoelige dossiers die hij behandelde waaronder de moord op Joe Van Holsbeeck (2006) bij het Brussels parket en de Malaysia Airlines-vlucht 17 (2014) bij het federaal parket verwierf hij veel media-aandacht.
Hij is de man die voorstelde om IS-stijders die terugkeren langere straffen te geven en dus een wetswijziging toe te passen.

## Biografie
Van Leeuw studeerde rechten aan de Katholieke Universiteit Brussel. In 1997 begon hij een loopbaan als advocaat om in 2000 als jeugdmagistraat aan de slag te gaan bij het parket te Brussel. In 2002 werd hij substituut-procureur des Konings in Brussel en in 2007 federaal magistraat. In 2014 werd hij federaal procureur als opvolger van Johan Delmulle. Na twee mandaten van 5 jaar kon hij niet opnieuw in deze functie worden benoemd.

## Eerbetoon
- 2017 - Légion d'Honneur[3]